# بوب جونستون (لاعب كرة قدم أسترالية)
بوب جونستون (بالإنجليزية: Bob Johnston)‏ هو لاعب كرة قدم أسترالية أسترالي، ولد في 29 أغسطس 1929، وتوفي في 15 ديسمبر 2012.

## وصلات خارجية
- بوب جونستون على موقع AustralianFootball.com (الإنجليزية)
- بوب جونستون على موقع AFLtables.com (الإنجليزية)